# 林田英樹
林田 英樹（はやしだ ひでき、1942年（昭和17年）4月3日 - ）は、日本の文部官僚。文化庁長官、東宮大夫を歴任。

## 来歴
鳥取県鳥取市出身。京都大学法学部卒業、文部省に入省。文化庁次長、文部省学術国際局長を経て、1997年（平成9年）文化庁長官に就任。
2000年（平成12年）に退官後、2000年（平成12年）国立科学博物館長、2001年（平成13年）東宮侍従長を歴任し、2002年（平成14年）から2006年（平成18年）まで東宮大夫を務めた。
退任後は2006年から2011年（平成23年）まで初代国立新美術館長を務めた。

## 略歴
- 鳥取県立鳥取東高等学校卒業
- 1965年（昭和40年） 国家公務員採用上級甲種試験（法律）合格
- 1966年（昭和41年）
  - 3月 京都大学法学部卒業
  - 4月 文部省入省(大学学術局庶務課)
- 1969年（昭和41年）11月　文部省大学学術局技術教育課
- 1971年（昭和46年）4月　文部省大学学術局技術教育課高等専門学校係長
- 1972年（昭和47年）6月　文部省初等中等教育局地方課専門職員
- 1974年（昭和49年）8月1日 香川県教育委員会事務局総務課長
- 1977年（昭和52年）4月　文部省初等中等教育局地方課課長補佐
- 1977年（昭和52年）9月　文部省大臣官房人事課専門員
- 1978年（昭和53年）3月 外務省在ジュネーブ国際機関日本政府代表部一等書記官
- 1982年（昭和57年）6月　文部省初等中等教育局高等学校教育課課長補佐
- 1982年（昭和57年）11月　文部省初等中等教育局財務課課長補佐
- 1983年（昭和58年）8月10日 文部省初等中等教育局企画官
- 1984年（昭和59年）7月1日 文部省初等中等教育局教科書管理課長
- 1985年（昭和60年）7月1日 文部省初等中等教育局中学校課長
- 1987年（昭和62年）4月1日 香川県教育委員会教育長
- 1989年（平成元年）4月1日 文部省初等中等教育局高等学校課長
- 1990年（平成2年）7月1日 文部省大臣官房総務課長
- 1992年（平成4年）7月1日 文化庁文化財保護部長
- 1993年（平成5年）7月1日 文化庁次長
- 1995年（平成7年）7月1日 文部省学術国際局長
- 1997年（平成9年）7月1日 文化庁長官
- 2000年（平成12年）
  - 6月15日 退任
  - 6月17日 国立科学博物館長
- 2001年（平成13年）
  - 3月31日 退任
  - 11月2日 東宮侍従長
- 2002年（平成14年）5月1日 東宮大夫
- 2006年（平成18年）
  - 4月6日 依願免本官
  - 7月 国立新美術館長
- 2011年（平成23年）12月 退任
- 公益社団法人日本工芸会理事長